# Polistes myersi
Polistes myersi är en getingart som beskrevs av Joseph Charles Bequaert 1934.
Polistes myersi ingår i släktet pappersgetingar, och familjen getingar. Utöver nominatformen finns också underarten Polistes myersi curassavicus.